# Olesicampe tarsator
Olesicampe tarsator là một loài tò vò trong họ Ichneumonidae.